# لاشه‌ماهیان
نام علمی: (Engraulis albus (Swainson, 1839
نام انگلیسی:Anchovies
نام فارسی:آنچوی
قاعده باله مخرجی بزرگتر از قاعده باله پشتی است.
دارای کیل شکمی فلس دار است.
برای محافظت از خود به صورت آرایش ماهی بزرگ قرار می‌گیرد.
کیسه شنا از جلو با معده و از پشت با مخرج ارتباط دارد.
2 سوپر ماکسیلار دارد.
دارای مانکزیلرهای بزرگی هستند.
دارای پلک سوم است.
فاقد خط جانبی است.
دارای دندان‌های کوچکی است.
فاقد کیل شکمی است.
در بعضی از آنها اندام مولد نور وجود دارد.
دارای دهان بزرگ و آرواره فوقانی طویلی است(بر خلاف شگ ماهیان)

## گونه‌ها
- Engraulis albidus Borsa, Collet & J. D. Durand, 2004 (White anchovy)
- Engraulis anchoita C. L. Hubbs & Marini, 1935 (Argentine anchoita)
- Engraulis australis (J. White, 1790) (Australian anchovy)
- Engraulis capensis Gilchrist, 1913 (Southern African anchovy)
- آنچووی اروپایی (کارل لینه, 1758) (European anchovy)
- Engraulis eurystole (Swain & Meek, 1885) (Silver anchovy)
- Engraulis japonicus کونراد جیکاب تمینک & هرمان اشلگل, 1846 (Japanese anchovy)
- Engraulis mordax  Girard, 1854 (Californian anchovy)
- Engraulis ringens Jenyns, 1842 (Peruvian anchoveta)